# Фарасан (острови)
16°48′ пн. ш. 41°51′ сх. д. / 16.8° пн. ш. 41.85° сх. д.
Фарасан (араб. جزر فرسان) — невелика група коралових островів, розташованих приблизно за 40 км від узбережжя Джизана в Червоному морі. Належать Саудівській Аравії .
Найбільший острів архіпелагу — острів Фарасан; серед великих островів можна виділити Саджид та Зуфаф. Острови є популярним туристичним напрямком. Двічі на день до островів Фарасан з порту Джизан ходить паром.

## Історія
У 1 столітті нашої ери острови були відомі як Порт-Ферресанус (Portus Ferresanus). На острові знайдено напис латиною, що датується 144 р. н. е., який свідчить про будівництво римського гарнізону. Вважається, що острови належали до провінції Аравія Фелікс. Якщо на островах дійсно був гарнізон, то Фарасан був найдальшим римським форпостом, який знаходиться майже за 4000 км від Риму.

## Клімат
Клімат характеризується тривалим жарким сезоном (квітень — жовтень) та коротким м'яким періодом (листопад — березень). У тривалий посушливий період зазвичай домінують високі температури. Середньорічна температура становить 30 °С. Крім того, середня відносна вологість повітря взимку коливається від 70 % до 80 %, а влітку від 65 % до 78 %. Найбільша кількість опадів припадає на квітень.

## Природа
Морський заповідник острова Фарасан є заповідною територією. В ньому мешкають аравійські газелі та зупиняються перелітні птахи з Європи. З морської фауни тут трапляються скати-манти, китові акули, кілька видів морських черепах, дюгоні, кілька видів дельфінів і китів.